# Napavine
Napavine é uma cidade localizada no estado norte-americano de Washington, no Condado de Lewis.

## Demografia
Segundo o censo norte-americano de 2000, a sua população era de 1361 habitantes.
Em 2006, foi estimada uma população de 1488, um aumento de 127 (9.3%).

## Geografia
De acordo com o United States Census Bureau tem uma área de
2,1 km², dos quais 2,1 km² cobertos por terra e 0,0 km² cobertos por água. Napavine localiza-se a aproximadamente 131 m acima do nível do mar.

## Localidades na vizinhança
O diagrama seguinte representa as localidades num raio de 20 km ao redor de Napavine.